# The New York Five

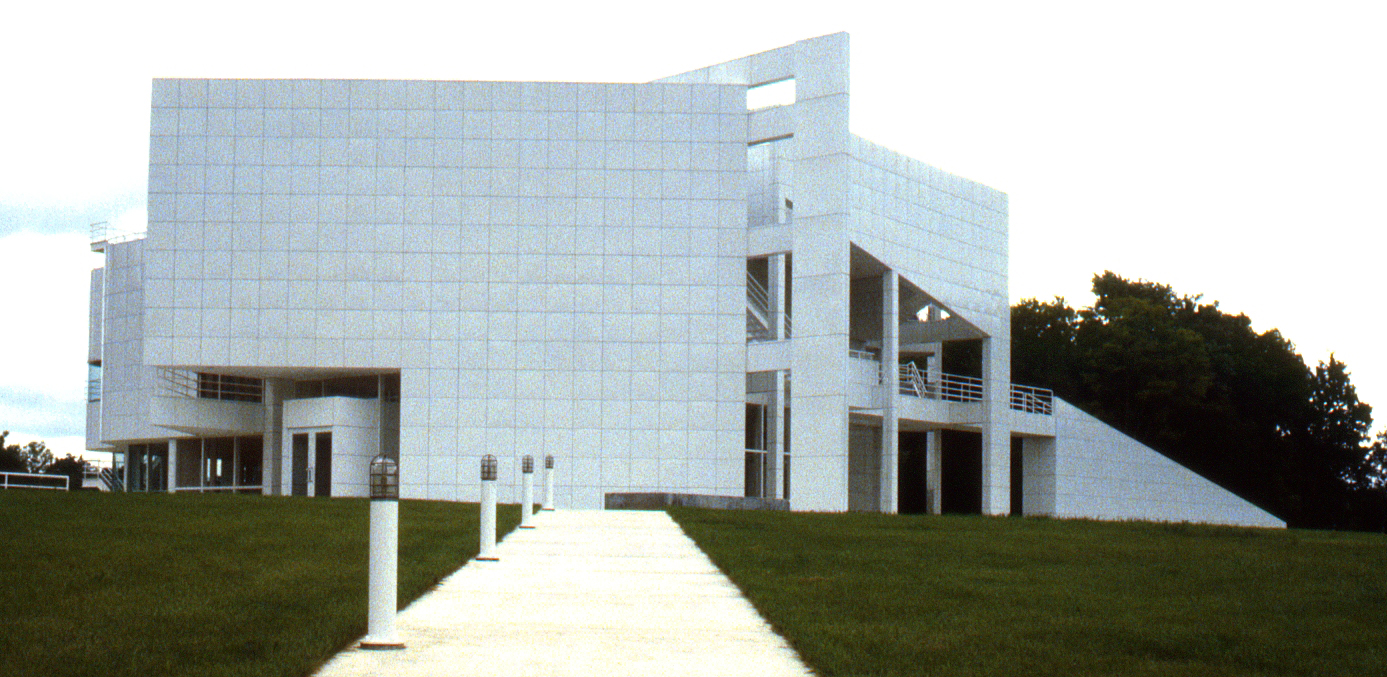
El Ateneo de Richard Meier

Five Architects (también llamado New York Five) fue un grupo arquitectónico estadounidense formado en Nueva York y compuesto por Peter Eisenman, Michael Graves, Charles Gwathmey, John Hejduk y Richard Meier. Su obra apareció expuesta por primera vez en el Museum of Modern Art de Nueva York, en una exposición organizada por Arthur Drexler en 1967, así como en el subsiguiente libro titulado Five Architects (1972).
Movimiento de corte neorracionalista, reflejaron una lealtad común a una forma pura de la arquitectura moderna, volviendo a la obra de Le Corbusier de los años 1920 y 1930. Los miembros del grupo han realizado un trabajo divergente, negando posteriormente cualquier relación con los demás. Graves se pasó al postmodernismo. Eisenman ha limitado su trabajo a las imágenes y los modelos de los diseños arquitectónicos de futuro en los medios impresos, aunque se convirtió en el arquitecto más asociado con el deconstructivismo. Meier ha sido el más fiel a la estética moderna y al estilo de Le Corbusier. Gwathmey también se ha mantenido fiel al estilo moderno, aunque su pureza se ha visto atenuada por la realidad de las grandes comisiones corporativas y públicas.